# Königssteig
Der Königssteig (rumänisch Pasul Craiului, ungarisch Király-hágó) ist ein 582 m hoher Pass in den Westrumänischen Karpaten, über den die Straße von Oradea nach Huedin und weiter nach Cluj-Napoca führt. Er liegt zwischen den Ortschaften Cornițel und Bucea nördlich des Flusses Schnelle Kreisch. Diese durchbricht hier das Apuseni-Gebirge und bildet ein Engtal, durch das ohne größeren technischen Aufwand keine Straße geführt werden kann, auch wenn die 1870 eröffnete Bahnstrecke Oradea–Cluj Napoca hier verläuft. Die Straße dagegen verlässt das Tal der Schnellen Kreisch bei Topa de Criș, steigt im Tal des Baches Borod bis zur Passhöhe an und fällt von dort steil ab nach Bucea. Von dort führt sie wieder entlang der Schnellen Kreisch.
Innerhalb Ungarns bezeichnete man Siebenbürgen mit dem Namen „Jenseits des Königssteiges“ (ungarisch Királyhágóntúl), während Ungarn das Land „Diesseits des Königssteigs“ (Királyhágómellék) hieß. Heute ist der Pass Teil der Grenze zwischen den Kreisen Bihor und Cluj. Über ihn verläuft die Europastraße 60.